# 普通話新聞報道
《普通話新聞報道》（英語：Putonghua News Report）是香港電視廣播有限公司新聞及資訊部製作的新聞節目，本節目為無綫新聞第一個以普通話廣播的新聞節目（對手亞洲電視早於1984年便於黃金台早上時間播放普通話新聞）。
本節目於星期一至日16:15-16:30在明珠台播出，為明珠台以普通話廣播的新聞節目之一。

## 節目歷史
1993年3月1日起，《普通話新聞》（當時節目名稱未加入「報道」二字）開始於明珠台播放，播映時間為星期一至五18:30-18:40及星期六、日18:30-18:45播出。在內容方面，《普通話新聞》主要以中國（或中港）新聞為主，再輔以一至兩則香港新聞；當中，部分中國新聞為獨家報導，而不會在同日的粵語或英語新聞報導。
2004年1月5日起，《普通話新聞報道》播映時間改為每日18:00-18:10播出。
2008年7月13日起，《普通話新聞報道》節目改用16:9技術製作。
2010年10月4日起，除原有在外景片段中為翻譯粵語以外語言而設的內嵌中文字幕外，《普通話新聞報道》全面為其他內容（包括主播、記者之報導及外景片段中的粵語內容）增設繁體中文字幕。
2011年11月28日起，《普通話新聞報道》由10分鐘延長至15分鐘，並使用虛擬廠景。
2012年6月28日、30日及7月1日（香港回歸15週年期間），中國中央電視台與無綫電視合作，在這三天13:00於中國中央電視台新聞頻道播出的《香港十五年特別報道》中選取前一天《普通話新聞》的部分新聞片段進行播出。
2013年7月14日起，《普通話新聞報道》節目改以高清製作。
2016年2月22日起，《普通話新聞報道》改於J5播出，播映時間改為星期一至五20:30-20:55及星期六、日20:00-20:25播出，由15分鐘延長至25分鐘，而字幕及名牌（namecard）中的「普通話」改為以簡體中文顯示，並由一男一女主播主持（週末則仍為一人主持），同時myTV會在節目完結後提供60日網上重溫。
2016年7月4日起，《普通話新聞報道》播映時間改為每日19:00-19:25播出，把財經資訊整合於本節目中（僅限於港股交易日），並將廠景改為J5財經節目的錄影廠，而星期一至五的兩位主播改為分別負責報道新聞及財經。
2017年5月8日起，《普通話新聞報道》播映時間改為每日17:30-17:55播出。
2017年8月15日起，J5正式易名為無綫財經台，節目繼續在本頻道播出，播出時間不變。
2018年1月20日起，無綫財經台正式易名為無綫財經·資訊台，節目繼續在本頻道播出，播出時間不變。
2018年8月20日起，《普通話新聞報道》播映時間改為每日17:00-17:25播出。
2019年3月4日起，將廠景改為新聞錄影廠。
2020年4月13日起，《普通話新聞報道》改於明珠台播出，播映時間改為每日16:30-16:50播出，由25分鐘縮短至20分鐘，改為單主播，而財經資訊改為獨立節目播出，片頭和間場改用全新包裝，並將模擬版本播放的節目改為以16:9郵箱模式播映。（廣東有線改為數碼版的標清制式）
2020年12月1日起，因香港模擬電視停播，《普通話新聞報道》全面數碼化。
2021年4月7日起，《普通話新聞報道》播映時間改為每日16:15-16:30播出，由20分鐘縮短至15分鐘，同日起《普通話財經消息》及《普通話天氣報告》停播，改為在新聞結尾加入簡略天氣報告，以午間新聞形式播出，內容包括翌日天氣預測及當時的溫度、相對濕度、警告信號、空氣質素健康指數及紫外線指數。

## 海外播出
自1994年1月1日起，英國時視（即後來的無綫衛星台，於2015年1月1日停播）曾以「香港新聞（國語）」名義轉播《普通話新聞》，播映時間為當地02:50-02:55，而一些相對不太重要的新聞內容略經剪輯。

## 主播
| 星期一至日     | 替更         |
| -------------- | ------------ |
| 勞旭雯／楊語嫣 | 張晉／儲子揚 |

過往主播包含龔永寧、潘姿伶、張雅琴、窦文涛、湯麗雲、任小飛、林曦如、侯珺子、梁一枚、徐可為、楊暢 、孫霏、王利旋、林競、李凌、溫蕎菲、王瑩、季蘋蘋、孫雪祺、齊東博。

## 爭議
自2016年2月22日J5正式啟播起，《普通話新聞報道》、《普通話天氣報告》、《普通話財經報道》及《普通話新聞檔案》移至該台晚上8時30分至9時15分的黃金時段接連播放。唯節目內的介面以至字幕全部均使用簡體字。電視亦不能轉換其他語言字幕。有網民無法接受作為一個香港人的電視台卻居然在黃金時段播普通話加簡體字幕，而且他們表示以上四個節目在明珠台播映時均使用繁體字，一時間不能接受，因而爆發了一場「罷看潮」及「刪台潮」（即把J5台從自己的電視機中刪除）。而無綫電視回應指出香港是國際大都會，可為觀眾提供更多選擇，應該照顧不同觀眾的需要。其後，通訊事務管理局於節目首播後一天內共收到逾萬宗相關投訴，主要不滿無綫於黃金時段播放普通話新聞及使用簡體字，唯通訊局指現時本地免費電視節目服務牌照並無規管字幕表達形式。即使2020年4月13日起，節目回歸明珠台播出後，也沒有用回繁體字。